# رود آمالات
رود آمالات (انگلیسی: Amalat) یک رودخانه در استان بوریاتیای کشور روسیه است.